# Companion Reservoir
Das Companion Reservoir ist ein Stausee im Nordwesten des australischen Bundesstaates Tasmanien.
Er liegt ca. 18 km nördlich von Waratah und ca. 20 km südlich von Ridgley. In ihm entsteht der Emu River, direkt südlich der Kleinstadt Ridgley. Ca. 1 km entfernt von seinem Westufer führt die Mount Road (B18), auch Ridgley Highway genannt, entlang.